# Helge Drangel

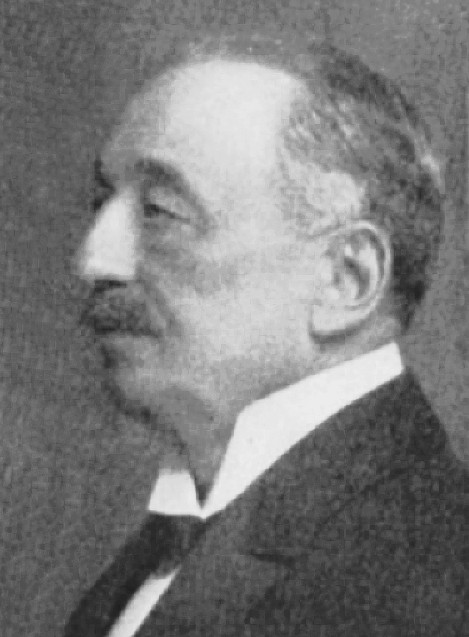
Helge Drangel.

Helge Victor Hugo Alexander Drangel, född 4 juni 1861 i Grebo, Östergötlands län, död 3 november 1934 i Stockholm, var en svensk vin- och sprithandlare. 

## Biografi
Helge Drangel uppges vara handelsbiträde 1890. Mellan 1899 och 1904 var han delägare och chef för vinhandelsfirman L. Gummesson & Co i Stockholm. Firman hade egen likörfabrik och om likörtillverkningens svårigheter berättade man följande: ”Likörberedningen är en ännu större konst än punschberedningen och tillverkas inom låsta dörrar och fordrar stor noggrannhet. En enda droppe vatten kan göra likören grumlig.” Drangel blev borgare i Stockholm år 1900 och startade 1904 sin egen grosshandel i vin och spirituosa. Efter 1925 var han medlem av borgargillet.

## Familj och hem

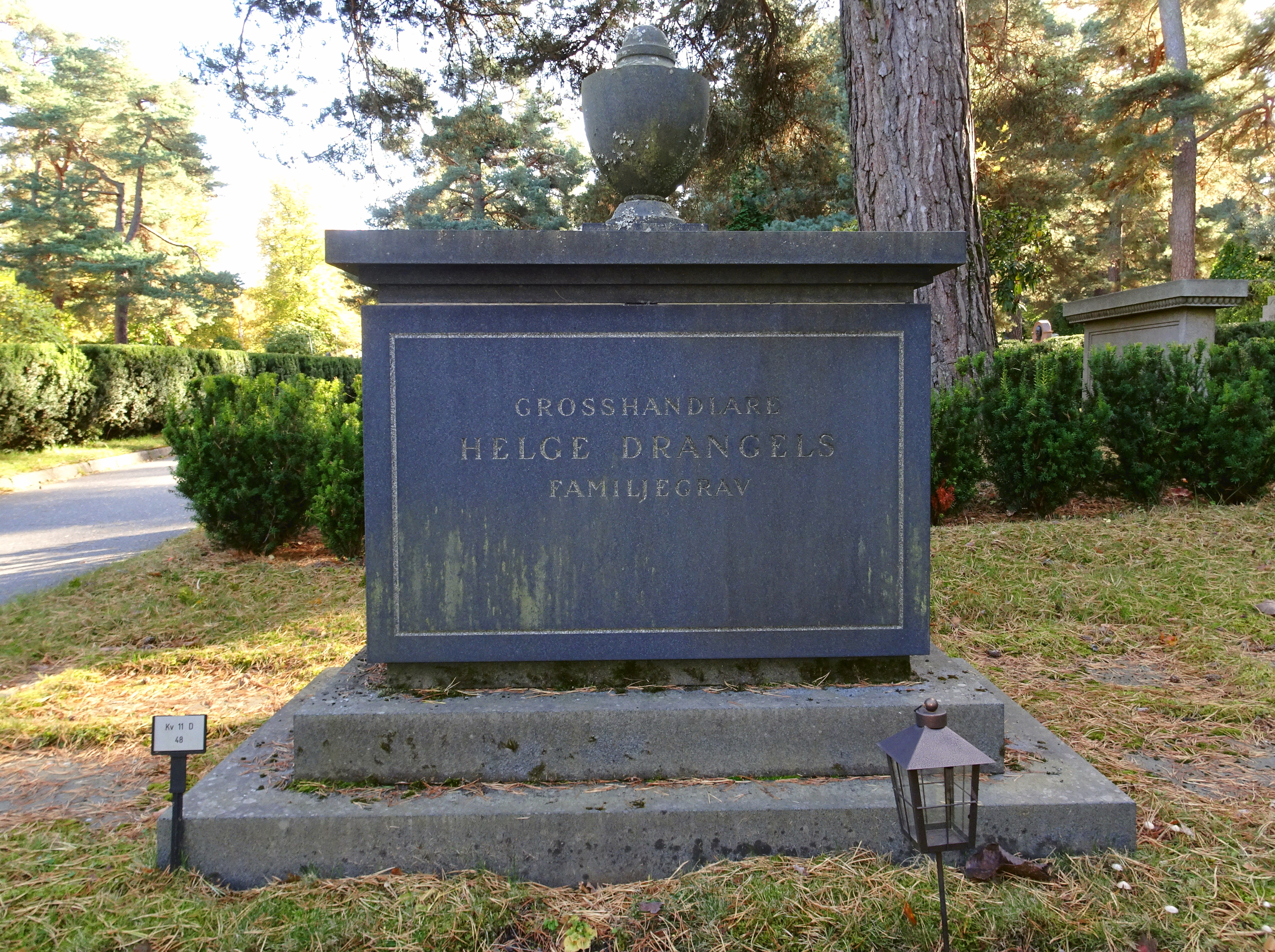
Helge Drangels familjegrav på Norra begravningsplatsen, oktober 2022.

Drangel gifte sig i maj 1900 med Berta Augusta Olsson (född 1880). Paret hade fyra barn; Bo August (född 1901), Brita Amanda (född 1903), Helge Victor (född 1906) och Berta (född 1907). Familjen flyttade 1910 in i den nybyggda stadsvillan Trädlärkan 10 i Lärkstaden. Helge Dragel fann sin sista vila på Norra begravningsplatsen, där han gravsattes den 12 juni 1935. I samma grav finns även hustru Berta Augusta (död 1949) och tre av barnen.